# خون و استخوان
خون و استخوان (به انگلیسی: Blood and Bone) یک فیلم ویدئویی رزمی آمریکایی محصول سال ۲۰۰۹ به کارگردانی بن رمزی و نوشته شده توسط مایکل اندروز. با بازی مایکل جای وایت، امان واکر و جولیان سندز، و هنرمند رزمی مت مولینس است.

## بازیگران
- مایکل جای وایت در نقش اسحاق یکی از محکومین سابق که وارد صحنه مبارزه با زیرزمینی می‌شود
- امان واکر در نقش جیمز، یک رهبر محلی جادوگر
- دانته باسکو در نقش یک مبارز محلی
- احمد عبدالله در نقش یک جنگنده از بوستون
- میشل بلگرین در نقش آنجلا ستو، دوست دختر جیمز
- شانون کین در نقش شانل
- جولیان سندز در نقش فرانکلین مک وی، یک فروشنده اسلحه فروش اسلحه بریتانیا که در صحنه جنگ جهانی زیرزمینی فعالیت می‌کند
- مت مولینس
- رون یوان در نقش بادیگارد جیمز
- باب ساپ به عنوان همرمان، جنگنده برتر جیمز
- نونا گی
- برودی لی و کودی لی به عنوان جرید، پسر جوان پس از پدرش به زندان فرستاده شده توسط تامارا
- دیک آنتونی ویلیامز به عنوان روبرتو، مرد مسن که در همان آپارتمانی زندگی می‌کند که در آن استخوان زندگی می‌کند
- جینا کارانو در نقش ورتتا وندتو، جنگجوی زن
- ارنست «گربه» میلر به عنوان مامی عزیز، یک جنگنده زیرزمینی به عنوان «همجنسگرایان متجاوز»
- موریس اسمیت به عنوان سریع دست، جنگنده زیرزمینی
- استوارت ویلسون به عنوان کابوی، یک جنگنده زیرزمینی از تگزاس است
- رابرت وال
- کوین فیلیپس
- لوئی تورللس